# Rudolph Bielke (diplomat)
 Der er flere personer med dette navn, se Rudolph Bielke (amtmand).
Holger Frederik Rudolph Bielke (født 12. juli 1810 i Bergen, død 26. juli 1855 i Padua) var en dansk diplomat.

## Uddannelse
Rudolph Bielke var søn af kommandørkaptajn, senere kommandør Johan Christian August Bielke (1781-1846) og Frederikke Sophie Henriette Reedtz-Thott (1783-1865). Han dimitteredes 1827 fra Borgerdydskolen i København, tog juridisk embedseksamen 1833, ansattes samme år som volontær i Bureauet for udenlandske betalinger og virkede fra 1837-44 som fuldmægtig i dette. Han var 1835 blevet kammerjunker. Bielke trådte 1847 ind i diplomatiets tjeneste, idet han ansattes som legationssekretær i London, hvor han forblev indtil juli 1850.

## Karriere
Derpå overtog han, samme år udnævnt til kammerherre, posten som chargé d'affaires i Berlin. Her repræsenterede Bielke den danske regering på et meget vanskeligt tidspunkt. Der var lige til det tyske nationalpartis store misfornøjelse sluttet fred i Berlin mellem Danmark og Det tyske Forbund, på hvis vegne Preussen havde underhandlet, og denne fred, som efterfulgtes af slesvig-holstenernes nederlag ved Isted, vakte en sådan uvilje mod den preussiske regering, at denne vægrede sig ved at tiltræde London-protokollen af 2. august 1850, hvori England, Frankrig og Rusland og efter nogen betænkelighed også Østrig udtalte sig for bevarelsen af det danske monarkis integritet. Bielke undertegnede 6. september samme år den protokol, der i Berlin optoges over de ratifikationer af Berliner-freden, som udveksledes mellem Danmark og en del tyske stater. I den følgende tid steg spændingen mellem Preussen og Østrig, da den sidste magt bekæmpede den førstes forsøg på at danne et snævrere tysk forbund under sin ledelse. En hovedrepræsentant for denne politik, general Joseph von Radowitz, blev preussisk udenrigsminister i slutningen af september 1850. Dengang kæmpede den danske hær med den slesvig-holstenske syd for Dannevirke. Radowitz anbefalede over for Bielke, blandt andre løsninger, stridens afgørelse ved Slesvigs deling efter nationaliteterne og mødtes i den retning med det forslag, som kultusminister J.N. Madvig omtrent samtidig overrakte det danske Statsråds medlemmer; men Bielke følte sig lige så lidt som den danske regering tiltalt af delingstanken. Bielke udnævntes til gesandt i Berlin i december 1851, altså på det tidspunkt, da Danmark med det preussiske og det østrigske kabinet førte de diplomatiske underhandlinger, der til resultat fik kundgørelsen af 28. januar 1852 om det danske monarkis fremtidige organisation.
1. juni 1854 fik Bielke som en følge af svækket helbred orlov på ubestemt tid og døde i Padua 26. juli 1855. Han er begravet på den protestantiske kirkegård på San Christoforo i Venedig. 1849 var han blevet Ridder af Dannebrog og 1851 Dannebrogsmand.
Han havde 18. oktober 1852 på Orebygård ægtet Christine Marie baronesse Rosenørn-Lehn (11. december 1822 på Orebygård – 10. februar 1862 i Wiesbaden), datter af Henrik Christian Rosenørn-Lehn.
Der findes en akvarel (1853), vistnok af tysk maler, på Rössjöholm. Maleri fra 1825 på Gavnø. Litografi efter fotografi (1856).